# Anchorman 2: The Legend Continues
Anchorman 2: The Legend Continues es una película estadounidense cómica de 2013 dirigida por Adam McKay y protagonizada por Will Ferrell, secuela de la cinta de 2004 Anchorman: The Legend of Ron Burgundy. La película se estrenó el 18 de diciembre de 2013, recibiendo críticas generalmente positivas.

## Reparto

### Principal
- Will Ferrell como Ron Burgundy.
- Steve Carell como Brick Tamland.
- Paul Rudd como Brian Fantana.
- David Koechner como Champ Kind.

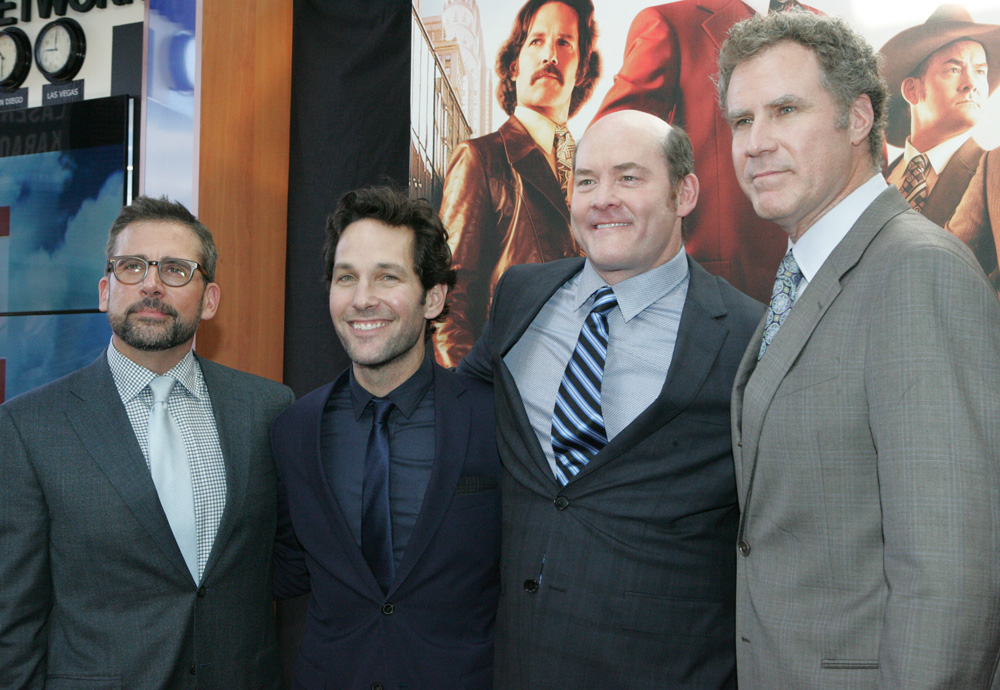
Varios miembros del reparto.

- Christina Applegate como Veronica Corningstone.
- Dylan Baker como Freddie Shapp.
- Meagan Good como Linda Jackson.
- James Marsden como Jack Lime.
- Fred Willard como Ed Harken.
- Kristen Wiig como Chani Lastnamé.
- Josh Lawson como Kench Allenby.
- Chris Parnell como Garth.
- Greg Kinnear como Gary.
- Judah Nelson como Walter Burgundy[4]

### Cameos[5]
- Harrison Ford como Mack Tannen.
- Drake como Soul Brother.
- Paula Pell
- Sacha Baron Cohen
- Marion Cotillard
- Will Smith
- Kirsten Dunst

También aparecen los hijos de McKay y Ferrell: Perla McKay, Axel Ferrell, Magnus Ferrell, y Mattias Ferrell.

### Cameos sin acreditar[5]
- Jim Carrey como Scott Riles.
- Tina Fey como Jill Janson.
- Liam Neeson como un Invitado.
- Amy Poehler como Wendy Van Peele.
- John C. Reilly como el Fantasma de Stonewall Jackson.
- Vince Vaughn como Wes Mantooth.
- Kanye West como Wesley Jackson.
- Jean-Claude Van Damme como Frank Dux en Bloodsport .

## Banda sonora
Anchorman 2: The Legend Continues: Music from the Motion Picture es el nombre de la banda sonora de la película. Fue lanzada el 17 de diciembre de 2013, por Republic Records.

## Posible secuela
El 13 de noviembre de 2013 Ferrell mencionó la posibilidad de realizar una tercera película. El 9 de diciembre de 2013, Steve Carell dijo «Vamos a ver cómo va esto, si la gente le gusta, tal vez en diez años haremos una tercera parte». Adam McKay dijo en una entrevista para Empire: «Todo ya está hecho. Creo que es todo. Fue genial volver a hacerlo y fue muy divertido trabajar con el reparto nuevamente, pero creo que eso es todo para Ron Burgundy. No habrá Anchorman 3». Sin embargo, el 2 de abril de 2014, McKay dijo en una entrevista que «Anchorman 3 aún podría ser una posibilidad. Hace un mes yo mismo me dije "no habrá tercera" y me di cuenta de que estaba siendo muy duro; realmente no lo sé. Si en tres o cuatro años la gente sigue pidiendo una tercera, estaremos abiertos a la idea».